# الحقبة الفيدرالية
الحقبة الفيدرالية في التاريخ الأمريكي استمرّت من عام 1788 إلى عام 1800، في وقت كان فيه الحزب الفيدرالي وأسلافه هم المهيمنون على السياسة الأمريكية. خلال هذه الفترة، كان الفيدراليون يسيطرون عمومًا على الكونغرس ويتمتّعون بدعم الرئيس جورج واشنطن والرئيس جون آدمز. شهد هذا العصر تأسيس حكومةٍ اتحادية جديدة أقوى بموجب دستور الولايات المتحدة، وتعميق الدعم للقومية، وتلاشي المخاوف المتعلقة باستبداد الحكومة المركزية. بدأت الحقبة بالتصديق على دستور الولايات المتحدة وانتهت بانتصار الحزب الديمقراطي الجمهوري في انتخابات عام 1800.
خلال ثمانينيات القرن التاسع عشر، «فترة الكونفدرالية»، كانت الأمّة حديثة العهد تعمل بموجب وثائق الكونفدرالية، التي تنصّ على ولايات كونفدرالية تتمتّع بحريتها. في اجتماع فيلادلفيا (الاجتماع الفيدرالي) لعام 1787، وضع مندوبون من معظم الولايات دستورًا جديدًا أسّس حكومة فيدرالية ذات سلطة أوسع. بعد الاجتماع، عُرض هذا الدستور على الولايات للتصديق عليه. وأصبح أولئك الذين طالبوا بالتصديق على الدستور معروفين بالفدراليين، في حين أصبح المعارضون للتصديق يعرفون باسم المناهضين للفدراليين. بعد فوز الفدراليين في مناقشة التصديق في جميع الولايات باستثناء ولايتين، دخل الدستور الجديد حيّز النفاذ وعُقدت انتخابات جديدة للكونغرس والرئاسة. أعادت الانتخابات الأولى أغلبية الفدراليين إلى كلا المجلسين وانتخبت جورج واشنطن، الذي شارك في اجتماع فيلادلفيا، رئيسًا للولايات المتحدة. قدمت إدارة واشنطن وكونغرس الولايات المتحدة الأول سوابق عديدة، وهيكلت غالبية الحكومة الجديدة. شكّل الكونغرس القضاء الفيدرالي من خلال القانون القضائي لعام 1789، في حين عزّزت السياسات الاقتصادية لوزير الخزانة ألكساندر هاملتون تشكيل حكومة مركزية قويّة. أقرّ الكونغرس الأول أيضًا وثيقة حقوق الولايات المتحدة للتقييد دستوريًا من صلاحيات الحكومة الفيدرالية. خلال الحقبة الفيدرالية، كانت السياسة الخارجية الأمريكية تهيمن عليها المخاوف إزاء بريطانيا وفرنسا وإسبانيا. سعى واشنطن وآدمز لتجنّب الحرب مع كلٍ من هذه الدول مع ضمان استمرار التجارة وتسوية الحدود الأمريكية.
قسّمت سياسات هاملتون الولايات المتحدة وفقًا لأسسٍ فئوية، وأنشأ أحزابًا سياسية قائمة على الناخبين لأول مرة. حشد هاملتون النُخب الحضرية التي أيّدت سياساته المالية والاقتصادية. التفّ خصومه حول توماس جيفرسون وجيمس ماديسون. كان جيفرسون يخشى أن تقود سياسات هاملتون إلى خلق مجتمعٍ أرستقراطي، وربما ملكي، يتعارض مع رؤيته لجمهورية ترتكز على مزارعين يومَنيين. تعكّر هذا الجدل حول السياسة الاقتصادية أكثر فأكثر بسبب حروب الثورة الفرنسية، إذ كان أنصار جيفرسون حينها يميلون للتعاطف مع فرنسا وأنصار هاملتون مع بريطانيا. أقامت معاهدة جاي علاقاتٍ تجارية سلمية مع بريطانيا، لكنها أثارت حُنق جفرسون وألحقت أضرارًا بفرنسا. تنظّم أتباع هاملتون في الحزب الفيدرالي بينما تنظّم أنصار جفرسون في الحزب الديمقراطي الجمهوري. على الرغم من أن العديد ممن سعوا إلى التصديق على الدستور انضمّوا إلى الحزب الفيدرالي، إلا أن بعض مؤيّدي التصديق على الدستور، بقيادة ماديسون، أصبحوا أعضاءً في الحزب الجمهوري الديمقراطي. خاض الحزب الفيدرالي والحزب الديمقراطي الجمهوري الانتخابات الرئاسية عام 1796، ليخرج الفيدرالي آدمز من الانتخابات منتصرًا. من عام 1798 إلى 1800، انخرطت الولايات المتحدة في شبه الحرب مع فرنسا، واحتشد الكثير من الأميركيين حول آدمز. في أعقاب هذه التوتّرات في السياسة الخارجية، فرض الفيدراليون «قوانين العصيان والأجانب» لقمع المعارضين وجعلوا من الصعب على المهاجرين أن يصبحوا مواطنين أمريكيين. يجادل المؤرّخ كارول بيركين بأن الفيدراليين نجحوا في تقوية الحكومة الوطنية، دون إثارة مخاوف من الاستبداد.
تبنّى الفيدراليون رؤيةً شبه أرستقراطية ونخبوية لم تكن تحظى بشعبية لدى معظم الأميركيين خارج الطبقة المتوسطة. جذبت رؤية جيفرسون للمساواة المزارعين والحضريين من الطبقة المتوسّطة على حدٍّ سواء، واستخدم الحزب عند التحضير لحملته أساليبًا استطاعت حشد جميع فئات المجتمع حوله. على الرغم من أن الفيدراليين حافظوا على قوّتهم في نيو إنجلاند وأجزاء أخرى من الشمال الشرقي، إلا أن الجمهوريين الديمقراطيين سيطروا على الجنوب والغرب وأصبحوا الحزب الأكثر نجاحًا في معظم الشمال الشرقي من البلاد. في انتخابات عام 1800، انتصر جيفرسون على آدمز في الانتخابات الرئاسية، وسيطر الجمهوريون الديمقراطيون على الكونغرس. أشار جيفرسون بدقة إلى الانتخابات على أنّها «ثورة عام 1800»، حيث أصبحت ديمقراطية جيفرسون هي التي تسود البلاد في العقود التالية. شهِد الفيدراليون انتعاشًا قصيرًا خلال حرب عام 1812، ولكن سرعان ما انهاروا بعد الحرب. على الرغم من أفول الحزب الفيدرالي، فإن العديد من المؤسسات والهياكل التي أنشأها الحزب ستصمد، وستؤثّر سياسات هاملتون الاقتصادية على أجيال من الزعماء السياسيين الأمريكيين.

## بدء عصر الفيدرالية
للحصول على دليلٍ زمني لهذا الموضوع، ألقِ نظرةً على الجدول الزمني لصياغة دستور الولايات المتحدة والتصديق عليه.
أُجريت صياغة دستور الولايات المتحدة في اتفاقية فيلادلفيا لعام 1787 وصدقّت عليه الولايات في عام 1788، وبدأ سريانه في عام 1789. خلال ثمانينيات القرن التاسع عشر، عملت الولايات المتحدة بموجب وثائق الكونفدرالية، والتي كانت في الأساس معاهدة لثلاث عشرة دولة ذات سيادة. أقنعت تحديّات السياسة الداخلية والخارجية الكثيرين في الولايات المتحدة بالحاجة إلى دستورٍ جديد ينصّ على تشكيل حكومةٍ وطنية أقوى. أُطلق على أنصار التصديق على الدستور «الفدراليين»، بينما كان يُطلق على المعارضين للتصديق «المناهضين للفدراليين». المشكلة الآنيّة التي واجهها الفيدراليون لم تكن تتجلّى في مشكلة قبول الدستور وحسب، بل كانت المشكلة الجوهرية هي شرعية الحكومة الجمهورية الجديدة. مع أخذ هذا التحدي في الحسبان، كانت الحكومة الوطنية الجديدة بحاجة إلى التصرّف حيال فكرة أن كل قانون يجري تنفيذه لأول مرة، وبالتالي سيكون له أهمية كبيرة وينظر إليه على غرار الآثار الرمزية والعملية. أعادت الانتخابات الأولى لكونغرس الولايات المتحدة الجديد الأغلبية الفدرالية الكثيفة. ونصّب المجمع الانتخابي جورج واشنطن، الذي ترأس اجتماع فيلادلفيا، بالإجماع كأول رئيسٍ للولايات المتحدة.
عارضت الحركة المناهضة للفدراليين مشروع الدستور في المقام الأول لأنه يفتقر إلى وثيقة الحقوق. اعترضت على الحكومة المركزية النافذة الجديدة، وفقدان مكانة الولايات، ونظروا إلى الدستور باعتباره تهديدًا محتملًا للحرّيّات الشخصية. خلال عملية التصديق، أظهر المناهضون للفدراليين معارضًة شديدة في جميع الولايات باستثناء ثلاث ولايات. كانت العقبة الرئيسية أمام المناهضين للفدراليين، وفقًا لكتاب إيلكينز وماكيتريك «عصر الفيدرالية»، هي أن أنصار التصديق على الدستور قد التزموا التزامًا راسخًا، وكانوا أكثر حرصًا، وتغلّبوا على المعارضة الأقلّ نشاطًا. أقدم المناهضون للفدراليين على منع التصديق مؤقتًا في ولايتين، كارولينا الشمالية ورود آيلاند، لكن كلتا الولايتين صدّقتا على الدستور بعد عام 1788.

## تشكيل حكومة جديدة
أنشأ الدستور المخطط الأساسي للحكومة الفيدرالية، ولكن معظم هيكلية الحكومة تشكلت خلال الحقبة الفيدرالية. خول الدستور الرئيس بتعيين رؤساء الوزارات التنفيذية الفيدرالية مع مشورة مجلس الشيوخ وموافقته. اعتمد الرئيس واشنطن ومجلس الشيوخ سابقةً يقدم الرئيس بموجبها ترشيحات تنفيذية وقضائية لوحده، لكن هؤلاء المرشحين لن يشغلوا مناصبهم بصفة دائمة حتى يحصلوا على موافقة مجلس الشيوخ. نظم الرئيس واشنطن مسؤوليه الكبار في مجلس وزراء الولايات المتحدة، والذي كان بمثابة هيئة استشارية كبرى للرئيس. عمل كل من رؤساء وزارة الحرب ووزارة الخارجية ووزارة الخزانة في مجلس الوزراء. بعد تمرير القانون القضائي لعام 1789، عمل النائب العام في مجلس الوزراء أيضًا بصفة المستشار القانوني الأول للرئيس.
إضافة إلى إحداث منصب النائب العام، أنشأ القانون القضائي لعام 1789 القضاء الفيدرالي أيضًا. شكلت المادة الثالثة من دستور الولايات المتحدة الفرع القضائي للحكومة الفيدرالية ومنحته الصلاحيات، لكنها تركت أمر تحديد عدد قضاة المحكمة العليا وتشكيل محاكم تحت مستوى المحكمة العليا وتعيين أفراد الخدمة في السلطة القضائية، للكونغرس والرئيس. أحدث قانون السلطة القضائية لعام 1789، والذي وضعه السيناتور أوليفر إلسوورث بصفة رئيسية، المحكمة العليا المكونة من ستة أعضاء وأحدث المحاكم الدورية ومحاكم المقاطعات في ثلاثة عشر دائرة قضائية. حدد قانون الجرائم اللاحق لعام 1790 العديد من الجرائم الفيدرالية الدستورية والعقوبات المفروضة عليها، لكن أنظمة محاكم الولايات تولت معظم القضايا المدنية والجنائية. رشح واشنطن المجموعة الأولى من القضاة الفيدراليين في السنوات التالية. شغل جون جاي منصب أول رئيسٍ على المحكمة العليا للولايات المتحدة وخلفه جورج راتليدج وأوليفر إلسوورث وجون مارشال.
فاز مؤيدو الدستور بمناقشة التصديق في عدة ولايات وجاء فوزهم بجزءٍ منه لوعدهم إدخال وثيقة حقوق إلى الدستور من خلال عملية التعديل. قدم عضو الكونغرس جيمس ماديسون، الذي كان من المؤيدين البارزين لإقرار الدستور، سلسلة من التعديلات التي أصبحت تُعرف باسم وثيقة حقوق الولايات المتحدة. مرر الكونغرس 12 مادة معدلة، وأُقر على 10 مواد قبل نهاية عام 1791. قننت وثيقة الحقوق حماية الحريات الفردية أمام الحكومة الفيدرالية، بما في ذلك حرية التعبير والحرية الدينية والحق في إجراء محاكمةٍ أمام هيئة محلفين في جميع القضايا الجنائية.
في بداية الحقبة الفيدرالية، كانت مدينة نيويورك عاصمة الأمة، لكن الدستور نص على تأسيس عاصمة وطنية دائمة تحت سلطة فيدرالية. سمحت المادة الأولى من الدستور بإنشاء «منطقة (لا تتجاوز مساحتها عشرة أميال مربعة) حسبما يقتضي، من خلال التنازل عن ولايات معينة وقبول الكونغرس، لتصبح مقرًا لحكومة الولايات المتحدة». في ما يعرف اليوم بتسوية عام 1790، توصل ماديسون وألكسندر هاملتون وتوماس جيفرسون إلى اتفاق يقضي بتسديد الحكومة الفيدرالية للديون المتبقية على الولايات والتي خلفتها الحرب الثورية مقابل إقامة العاصمة الوطنية الجديدة في جنوب الولايات المتحدة. في يوليو 1790، أصدر الكونغرس قانون الإقامة، الذي أقر على إنشاء عاصمة وطنية على نهر بوتوماك. حُدد الموقع الدقيق من قِبل الرئيس جورج واشنطن. تبرعت ماريلاند وفيرجينيا بالأرض للحكومة الفيدرالية التي شكلت مجتمعة مربعًا بطول 10 أميال (16 كم) من كل جانب. عين قانون الإقامة أيضًا فيلادلفيا عاصمةً فيدرالية لحين انتقال الحكومة إلى المقاطعة الفيدرالية. علق الكونغرس جلسته الأخيرة في فيلادلفيا في 15 مايو 1800، وزالت المدينة رسميًا عن كونها مقرًا للحكومة اعتبارًا من يونيو 1800. انتقل الرئيس جون آدامز إلى البيت الأبيض في وقت لاحق من ذلك العام.

## السياسة الاقتصادية

### زيادة الإيرادات
كانت مسألة كيفية زيادة إيرادات الحكومة الفيدرالية من بين القضايا الشائكة العديدة التي واجهت المؤتمر الأول خلال جلسته الافتتاحية. كان هناك ديون محلية وأجنبية خلفتها الحرب الثورية، بالإضافة إلى اختلال التوازن التجاري مع بريطانيا العظمى والذي شل الصناعات الأمريكية واستنزف عملة الأمة. احتاجت الحكومة الوطنية الجديدة إلى الإيرادات وقررت الاعتماد على الرسوم الجمركية أو الضرائب المفروضة على الواردات من خلال قانون الرسوم الجمركية لعام 1789.
جرى النظر في خطط أخرى مختلفة لمعالجة قضايا الديون خلال الجلسة الأولى للكونغرس، ولكن لم يكن أي منها قادرًا على توفير دعم واسع النطاق. في سبتمبر 1789، نظرًا لعدم وجود قرار يلوح في الأفق ولقرب اختتام تلك الجلسة، وجه الكونغرس وزير الخزانة ألكسندر هاملتون إلى إعداد تقرير عن الائتمان. في تقريره عن الائتمان العام، دعا هاملتون إلى التحمل الفيدرالي لديون الولايات والإصدار الجماعي للسندات الفيدرالية. اعتقد هاملتون أن هذه الإجراءات ستعيد توازن الاقتصاد المتعثر وتضمن مخزونًا نقديًا مستقرًا وكافيًا وتسهل على الحكومة الفيدرالية الاقتراض في حالات الطوارئ مثل الحروب.
على الرغم من رسوم الاستيراد الإضافية التي فرضها قانون الرسوم الجمركية لعام 1790، ظل هناك عجز فيدرالي كبير – يعود ذلك بالدرجة الأولى إلى التحمل الفيدرالي للديون المعلنة. بحلول ديسمبر 1790، اعتقد هاملتون أن رسوم الاستيراد، والتي كانت المصدر الرئيسي لإيرادات الحكومة، قد رُفعت إلى أعلى مستوى ممكن. ولذلك شجع على إصدار ضريبة إنتاج على المشروبات الروحية المقطرة محليًا. كانت هذه أول ضريبة تفرضها الحكومة الوطنية على منتج محلي. ولو أن الضرائب لم تلق استحسانًا سياسيًا وقتها، لكن هاملتون اعتقد أن ضريبة الويسكي هي ضريبة رفاهية وستكون أقل ضريبة مستهجنة قد تفرضها الحكومة. حظيت الضريبة أيضًا بدعم بعض المصلحين الاجتماعيين، الذين أملوا أن ترفع «ضريبة الخطيئة» الوعي العام بالآثار الضارة للكحول. دخل قانون رسوم المشروبات الروحية المقطرة، المعروف باسم «قانون الويسكي» حيز التنفيذ في يونيو 1791.

### تحمل ديون الولايات
اقترح هاملتون أيضًا التحمل الفيدرالي لديون الولايات، والتي شكل الكثير منها عبئًا ثقيلًا على تلك الولايات. كانت وفود الكونغرس من الولايات الجنوبية، التي لا تحمل ديونًا أو تحمل منها القليل، غير راغبة في قبول الاقتراح، إذ سيدفع مواطنوها فعليًا جزءًا من ديون الولايات الأخرى في حال تحمل الحكومة الفيدرالية لهم. رأت الولايات الجنوبية أن الاقتراح مجحف إلى أبعد الحدود، مما تسبب بحدوث انقسامٍ بين الولايات الجنوبية والولايات الشمالية. بالإضافة إلى ذلك، جادل الكثيرون في الكونغرس بأن الخطة كانت خارج نطاق الصلاحية الدستورية للحكومة الجديدة. قاد جيمس ماديسون الجهود المبذولة لعرقلة اعتماد الحكم وللحيلولة دون الموافقة على الخطة. وافق جيفرسون على سداد الدين المحلي والأجنبي بقيمته الاسمية، ولكن دون تحمل ديون الولايات. كان لابد من التوصل إلى حل وسط. كانت التسوية النهائية مرتبطة بتحديد موقع العاصمة الوطنية الدائمة، والتي لم تكن محددة حتى ذلك الحين. وُجد اقتراح مفاده إقامة العاصمة على ضفاف نهر بوتوماك في الجنوب مقابل تصويت الجنوب على تحمل الدين. بعد أن توصل هاملتون وجيفرسون إلى تسوية عام 1790، اعتُمدت خطة هاملتون لتحمل الدين بإصدار قانون التمويل لعام 1790.